# Naroty (sielsowiet Korzenie)
Naroty – dawna osada leśna. Tereny, na których była położona, leżą obecnie na Białorusi, w obwodzie grodzieńskim, w rejonie smorgońskim, w sielsowiecie Korzenie.

## Historia
W latach 1921–1945 osada leśna (nadleśnictwo) leżała w Polsce, w województwie wileńskim, w powiecie oszmiańskim, w gminie Smorgonie. 
W 1931 wieś w 2 domach zamieszkiwało 20 osób.
Wierni należeli do parafii rzymskokatolickiej i prawosławnej w Smorgoniach. Miejscowość podlegała pod Sąd Grodzki w Smorgoniach i Okręgowy w Wilnie; właściwy urząd pocztowy mieścił się w Smorgoniach.